# Stehnatka fíková
Stehnatka fíková (Blastophaga psenes) jinak také nazývaná fíkovnice opylující nebo žlabatka fíková, je drobná vosička opylující rostliny rodu Ficus, konkrétně druhy Ficus carica (fíkovník smokvoň) a Ficus palmata. Stehnatka má krátký životní cyklus. Dospělec přežívá pouze pár dní nebo týdnů. Samec umírá záhy po oplodnění samice, která po nakladení vajec také hyne. Nežije v úlech ani nevytváří společenstva. Rozmnožuje se v plodech fíků, které vyhledává pomocí čichových orgánů.

## Taxonomie a fylogeneze
Stehnatka fíková náleží do rodu Blastophaga společně se dvěma druhy, Blastophaga auratae a Blastophaga yeni. Rod Blastophaga je pak součástí čeledě Agaonidae (fíkovnicovití). Mezi fíky a fíkovými vosami vznikl mutualismus, což vedlo ke specializaci a následné speciaci vosiček na opylování specifických druhů fíkovníků. Tento mutualistický vztah také utvářel fylogenetický vývoj fíkových vosiček. Jsou si velmi podobné s rodem Wiebesie, který také opyluje rostliny rodu Ficus.

## Popis a identifikace
Stehnatky jsou malé vosičky, s délkou těla okolo 2 milimetrů. Samice jsou černé a zdánlivě lesklé s průhlednými a úzkými křídly. Samci jsou menší a křídla postrádají. Samičí křídla a tykadla se oddělují, když vosička vstupuje do fíku. Při rozříznutí fíku lze tedy vidět křídla a tykadla vos u ústí fíku, zatímco vajíčka, larva a dospělec se nachází uvnitř. Vzhledem k tomu, že si nezakládají hnízda, přežívají dospělci fíkových vosiček pouze pár dní nebo týdnů.

## Místa výskytu a rozšíření
Vzhledem k vazbě fíkových vos na Ficus carica je lze nalézt v prostředí, kde se tento strom vyskytuje. Jejich přirozený výskyt je v Palearktické oblasti, hlavně poté v oblasti Středozemního moře. Zavlečena ale byla i do jiných míst společně s fíkovníky, aby se zaručilo, že budou plodit.

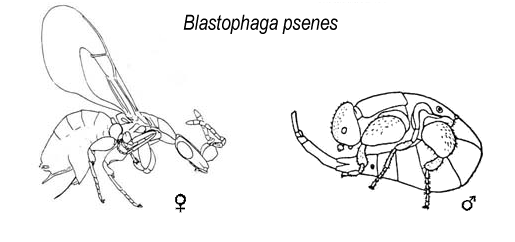
Samice a samec

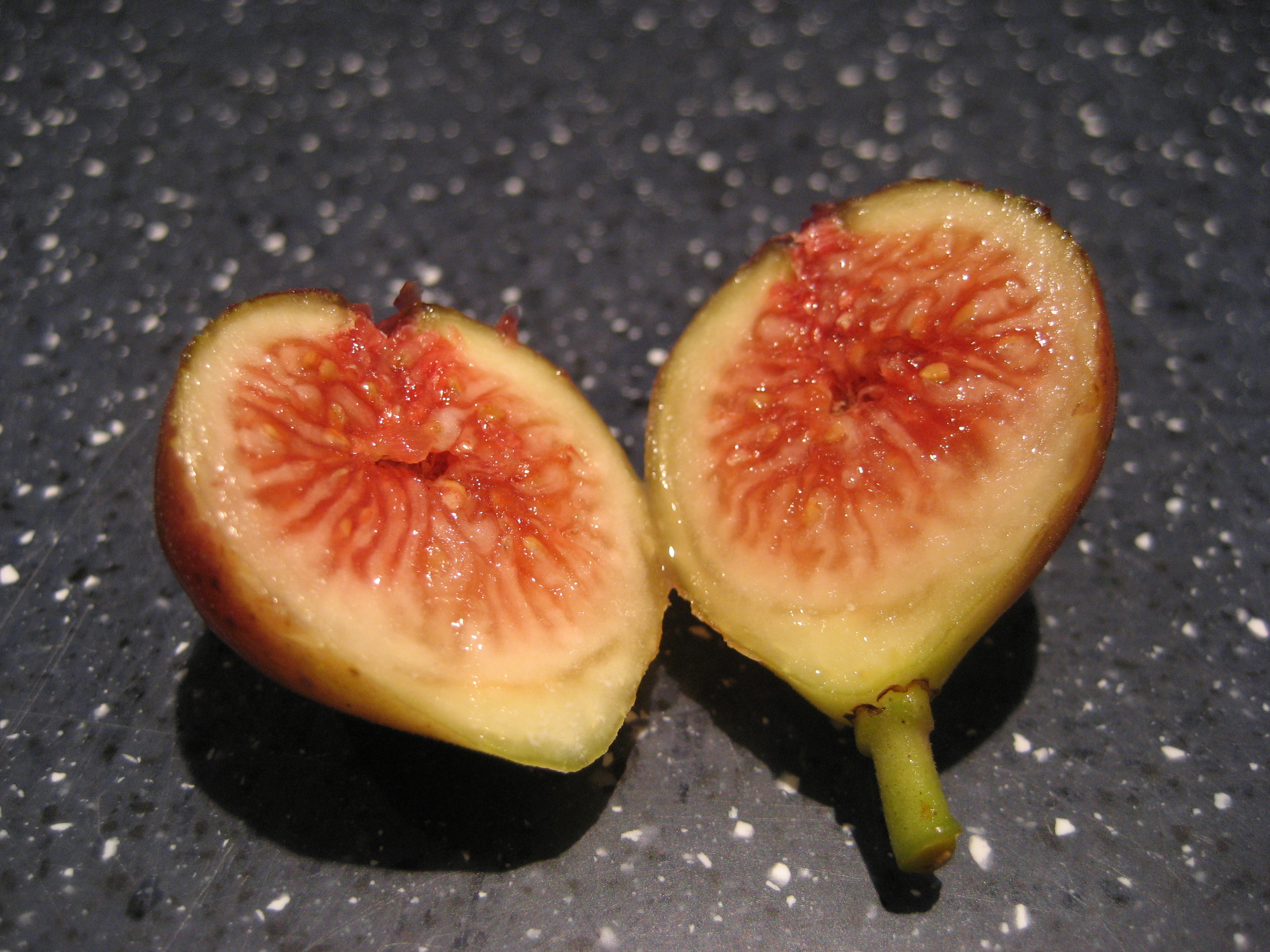
Sykonium fíku

## Životní cyklus
Dospělci žijí maximálně jeden měsíc, obvyklá délka života je pár dní nebo týdnů. Oplozená samička proniká do sykonia, což je specializované květenství fíků F. smokvoně, které tvoří dužnatou baňku, na jejíchž stěnách se tvoří květy. Vstupní otvor sykonia tvoří apikální ostiola (malý otvor, umožňující vosičkám průnik do plodů) lemovaná překrývajícími se šupinkami. Fíkovník je rostlina jednodomá, proto uvnitř každého sykonia najdeme oddělené květy samčí i samičí, přičemž samičí jsou dvojího druhu – s dlouhou a s krátkou čnělkou. Stehnatka do samičích květů s krátkou čnělkou naklade vajíčka. Květy s delší čnělkou pouze opylí, protože v nakladení vajíček jí brání příliš krátké kladélko. Poté uvnitř sykonia zahyne. Po určité době se z květů s dlouhou čnělkou vytvářejí semena a z květů s čnělkou krátkou se líhnou mladí samci a samice. Bezkřídlí samci mají za úkol pouze oplodnit samičku a po krátké době hynou. Oplozené samičky poté do speciálně uzpůsobených váčků nasbírají pyl z právě dozrávajících samčích květů. Opustí dozrávajícího plod a vydávají se hledat nové květenství fíkovníku.

## Chemoatrakce
Ve vztahu vosičky s fíkem je lokace vhodného hostitelského stromu kritická. Dospělá samička stehnatky musí opustit rodný strom a vyhledat nový během pouhých pár dní. Přenos velmi silného chemického signálu rostlinou proto hraje velmi zásadní roli. Fíky, čekající na opylení produkují těkavé sloučeniny pentanu, které jsou vosičky schopné zachytit až na 5 metrů. Extrakty pentanu samičku nalákají k ústí fíku, kudy poté proniká do sykonia.

## Parazitismus
Stehnatky mají také své parazity. Nematody Schistonchus caprifici, které jsou přenášeny v hemocoelu samiček. Hemocoel je tělní dutina, do které je přiváděna tekutina, hemolymfa, obsahující kyslík a živiny nutné pro správnou funkci vnitřních orgánů. S. caprifici se dostává do květu fíku společně s vajíčky kladenými vosičkou. Hlístice se poté dostávají do květních tkání, kterými se živí, a kde se také rozmnožují. Larva stehnatky dokončuje svůj vývoj, s hlísticí již uvnitř těla. Po oplození, se S. caprifici dostává společně se samičkou ven a je přenesena do nového fíku. Vzhledem k životnímu cyklu fíkových vosiček jsou s hlísticí asociovány pouze samičky stehnatek, neboť samci se nedostávají z fíků ven a nemohou proto S. caprifici efektivně přenášet.

## Kleptoparazitismus
Stehnatka fíková se může stát obětí kleptoparazitismu. Vosičky rodu Phylotripesis caricae mohou také parazitovat na samičích květech v sykoniích fíků. Samičky P. caricae, které mají kleptoparazitické chování, kladou vajíčka zvenku květů, již obsazených larvičkou stehnatky. Z nově nakladených vajíček se líhnou nenasytné larvy P. caricae, které se rapidně vyvinou. Larvička stehnatky není s touto larvou schopna soutěžit o potravu, proto hyne. P. caricae dokončí svůj larvální vývoj, zakuklí se a z kukel se líhnout bezkřídlí samci nebo okřídlené samice. Samice poté opouštějí sykonium a vyhledávají další fíky s larvičkami stehnatek.